# Теурень (Муреш)
Теурень, Теурені (рум. Tăureni) — село у повіті Муреш в Румунії. Адміністративний центр комуни Теурень.
Село розташоване на відстані 285 км на північний захід від Бухареста, 37 км на захід від Тиргу-Муреша, 42 км на південний схід від Клуж-Напоки.

## Населення
За даними перепису населення 2002 року у селі проживали 904 особи.
Національний склад населення села:
| Національність | Кількість осіб | Відсоток |
| -------------- | -------------- | -------- |
| румуни         | 827            | 91,5%    |
| цигани         | 60             | 6,6%     |
| угорці         | 17             | 1,9%     |

Рідною мовою назвали:
| Мова      | Кількість осіб | Відсоток |
| --------- | -------------- | -------- |
| румунська | 887            | 98,1%    |
| угорська  | 17             | 1,9%     |